# マミーダブルデッカー
マミーダブルデッカー（英:Mamee Double-Decker (M) Sdn Bhd）は、マレーシアに拠点を置くスナック菓子や飲料類を製造、流通販売する企業。商号はMAMEE。「A World of Good Taste（世界の美味）」というスローガンのもと、約100カ国への国際輸出を行っており、シンガポール、インドネシア、オーストラリアといった地域では非常に人気が高い。
2015年現在、企業の本社はマレーシアのムラカ州アイルケロー工業団地にあり、セランゴール州のスバンに事務所を構えている。2008年時点で、ジョホールバルのシティプラザに登記上の事務所があり、そこではミスターポテトとマミーヌードルを流通販売している。

## 歴史
1971年、ダトゥクのパン・チン・ヒン（Pang Chin Hin）によって設立され、彼は同社の会長職を務めている。商号としてのMameeは1991年8月3日に組み込まれ、1992年3月18日にクアラルンプール証券取引所の主要市場に上場を果たした。2012年1月9日、同証券取引所から上場廃止となった。
マンチェスター・ユナイテッドは、2011年から2014年にかけてマミーダブルデッカーとスポンサー契約を締結した。

## 日本国内
日本国内では、マミーダブルデッカーのスナック菓子「ミスターポテト」を富永貿易株式会社が取り扱っている。
2015年8月に、ダイドードリンコがマミーダブルデッカーの飲料部門に資本参加を表明し、事業提携を行っている。